# Desa Situsari (administrativ by i Indonesien, lat -6,56, long 107,72)
Desa Situsari är en administrativ by i Indonesien.   Den ligger i provinsen Jawa Barat, i den västra delen av landet, 100 km öster om huvudstaden Jakarta.